# 69년 7월, 달의 궁전
《69년 7월, 달의 궁전》은 한국에서 제작된 김전한 감독의 2006년 영화이다. 이창훈 등이 주연으로 출연하였다. 한 소녀가 1969년 7월 12일 암스트롱의 달 착륙에 대해 충격을 받는다.

## 출연

### 주연
- 이창훈
- 강예솔
- 여경
- 이신애